# Euchirella pulchra
Euchirella pulchra är en kräftdjursart som först beskrevs av Lubbock 1856.  Euchirella pulchra ingår i släktet Euchirella och familjen Aetideidae. Inga underarter finns listade i Catalogue of Life.